# Marcy Houses
The Marcy Houses, ou The Marcy Projects, é um complexo habitacional público construído e operado pela Autoridade de Habitação da Cidade de Nova Iorque (NYCHA) e localizado em Bedford-Stuyvesant, entre as avenidas Flushing, Marcy, Nostrand e Myrtle. O complexo recebeu esse nome em homenagem a William L. Marcy (1786–1857), um advogado, soldado e estadista. Composto por 27 edifícios de seis andares em 28,49 acre(s)s (0,1 153 km2; 0,04 452 sq mi), contém 1.705 apartamentos que abrigam cerca de 4.286 residentes (média de 2,5 pessoas por apartamento).

## Desenvolvimento
O terreno onde o Marcy está foi comprado em 1945 pela cidade de Nova Iorque; era o local de um antigo moinho de vento holandês. Casas e empresas (incluindo dois bancos) foram liberadas para a construção do Marcy, bem como seções das ruas Hopkins, Ellery, Floyd (agora Martin Luther King Jr. Place) e Stockton que passavam por onde o complexo agora fica. O Marcy foi concluído em 19 de janeiro de 1949. Em 1946, 3,2 acre(s)s (0,013 km2; 0,0 050 sq mi) dos 28,49 acre(s)s (0,1 153 km2; 0,04 452 sq mi) foram reservados para um parque infantil; este playground foi reconstruído em 1989.
O Marcy tomou medidas para se tornar mais ecologicamente correto; em 2006, substituiu todos os aquecedores de água convencionais por aquecedores de água instantâneos e econômicos. Em outubro de 2008, o jardim do complexo de Marcy conquistou o 3º lugar na 43ª Cerimônia Anual de Premiação de Jardins e Ecologização, e seu jardim perene conquistou o segundo lugar. Em 19 de janeiro de 2009, no 60º aniversário da conclusão da construção, o prefeito Michael Bloomberg proclamou o Dia das Casas Marcy.

## Pessoas notáveis
- Jay-Z (nascido em 1969), músico[5]
- Jaz-O (nascido em 1964), músico[6]
- Memphis Bleek (nascido em 1978), músico[7]